# Artère collatérale ulnaire supérieure
L'artère collatérale ulnaire supérieure (ou artère collatérale ulnaire proximale ou artère collatérale interne supérieure ou artère collatérale cubitale supérieure) est une artère du bras.

## Origine
L'artère collatérale ulnaire supérieure est une branche collatérale de l'artère brachiale, elle nait dans la partie moyenne du bras.

## Trajet
L'artère collatérale ulnaire supérieure traverse le septum intermusculaire médial du bras pour cheminer dans la partie interne de la loge brachiale postérieure avec le nerf ulnaire à la surface du chef médial du muscle triceps brachial. Elle passe en arrière de l'épicondyle médial de l'humérus et s'anastomose avec l'artère récurrente ulnaire.
Elle contribue au réseau articulaire cubital.

### Variation
L'artère collatérale ulnaire supérieure peut provenir de la partie supérieure de l'artère brachiale profonde.

## Distribution
L'artère collatérale ulnaire supérieure fournit des branches d'irrigation au chef médial du muscle triceps brachial et elle contribue au réseau artériel péri-articulaire du coude.

## Galerie d'images

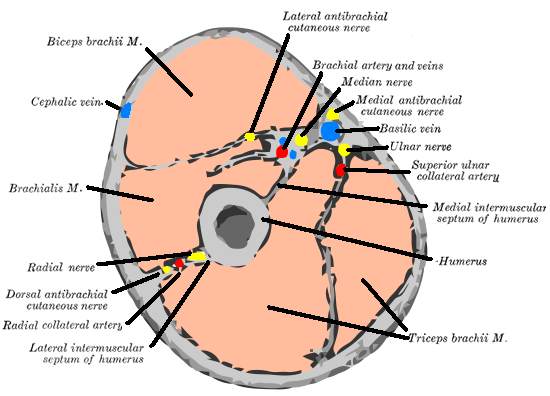
Coupe transversale au milieu du bras.
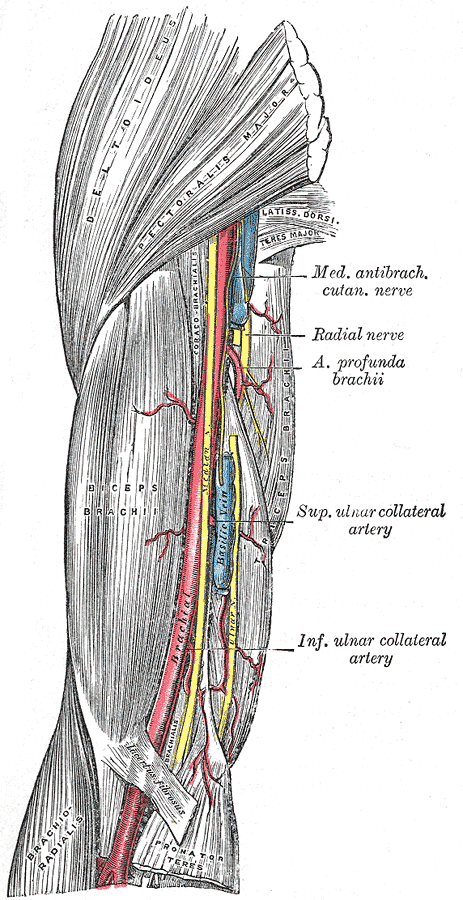
L'artère brachiale.